# Metopius rileyi
Metopius rileyi är en stekelart som beskrevs av Marlatt 1891. Metopius rileyi ingår i släktet Metopius och familjen brokparasitsteklar. Inga underarter finns listade i Catalogue of Life.